# Serromyia ledicola
Serromyia ledicola är en tvåvingeart som beskrevs av Jean-Jacques Kieffer 1925. Serromyia ledicola ingår i släktet Serromyia och familjen svidknott. Arten är reproducerande i Sverige. Inga underarter finns listade i Catalogue of Life.